# Luminous Beings (Jon Hopkins)
Luminous Beings è un singolo del musicista britannico Jon Hopkins, pubblicato il 1º marzo 2019 come quinto estratto dal quinto album in studio Singularity.

## Descrizione
Con i suoi circa dodici minuti, si tratta del brano più lungo dell'album ed è caratterizzato da un'introduzione di beat elettronici statici che a mano a mano culmina in una sezione di archi.
Secondo quanto spiegato da Hopkins, l'idea di comporre un brano con tale struttura giunse anni prima delle registrazioni di Singularity ma ha preso forma soltanto a seguito di alcune «esperienze psichedeliche», in particolare dagli effetti mediativi e terapeutici della psilocibina, sostanza ottenuta dai funghi allucinogeni.

## Video musicale
Il video, reso disponibile il 29 maggio 2018, mostra un'animazione ispirata alla copertina di Singularity.

## Tracce
1. Luminous Beings (Edit) – 3:19

## Formazione
Musicisti
- Jon Hopkins – pianoforte, campionatore, programmazione
- Emma Smith – strumenti ad arco
- Austin Tufts – batteria aggiuntiva

Produzione
- Jon Hopkins – produzione, ingegneria del suono, missaggio
- Cherif Hashizume – missaggio, ingegneria del suono aggiuntiva
- Rik Simpson – programmazione e missaggio aggiuntivi